# برلين (إلينوي)
برلين (بالإنجليزية: Berlin)‏ هي قرية تقع في الولايات المتحدة في إلينوي.

## الموقع الجغرافي
الموقع الجغرافي للمناطق المحيطة بهذه النقطة هو كالتالي: